# 미도우 시스토
메도 시스토(Meadow Sisto, 영어 발음: /ˈmɛdoʊ/, 1972년 9월 30일 ~ )는 미국의 배우이다.
그래스밸리에서 태어났다.

## 영화
- 인 메모리 오브 마이 파더 (2005년)
- 테드 번디 (2002년)
- 돈스 플럼 (2001년)
- 더 이상 참을 수 없어 (1998년)
- 라스트 타임 (1997년)
- 캡틴 론 (1992년)